# هنري ستيوارت (لاعب كرة قدم بريطاني)
هنري ستيوارت (بالإنجليزية: Henry Stewart)‏ هو لاعب كرة قدم بريطاني (وحمل سابقاً جنسية المملكة المتحدة لبريطانيا العظمى وأيرلندا) في مركز الدفاع، ولد في 28 أبريل 1925 في ويغان في المملكة المتحدة، وتوفي في أبريل 1996 في دونكاستر في المملكة المتحدة. لعب مع هدرسفيلد تاون وفريكلي أثلتيك ‏ وغولتاون ‏ وClub Thorne Colliery F.C. ‏.